# Downhere

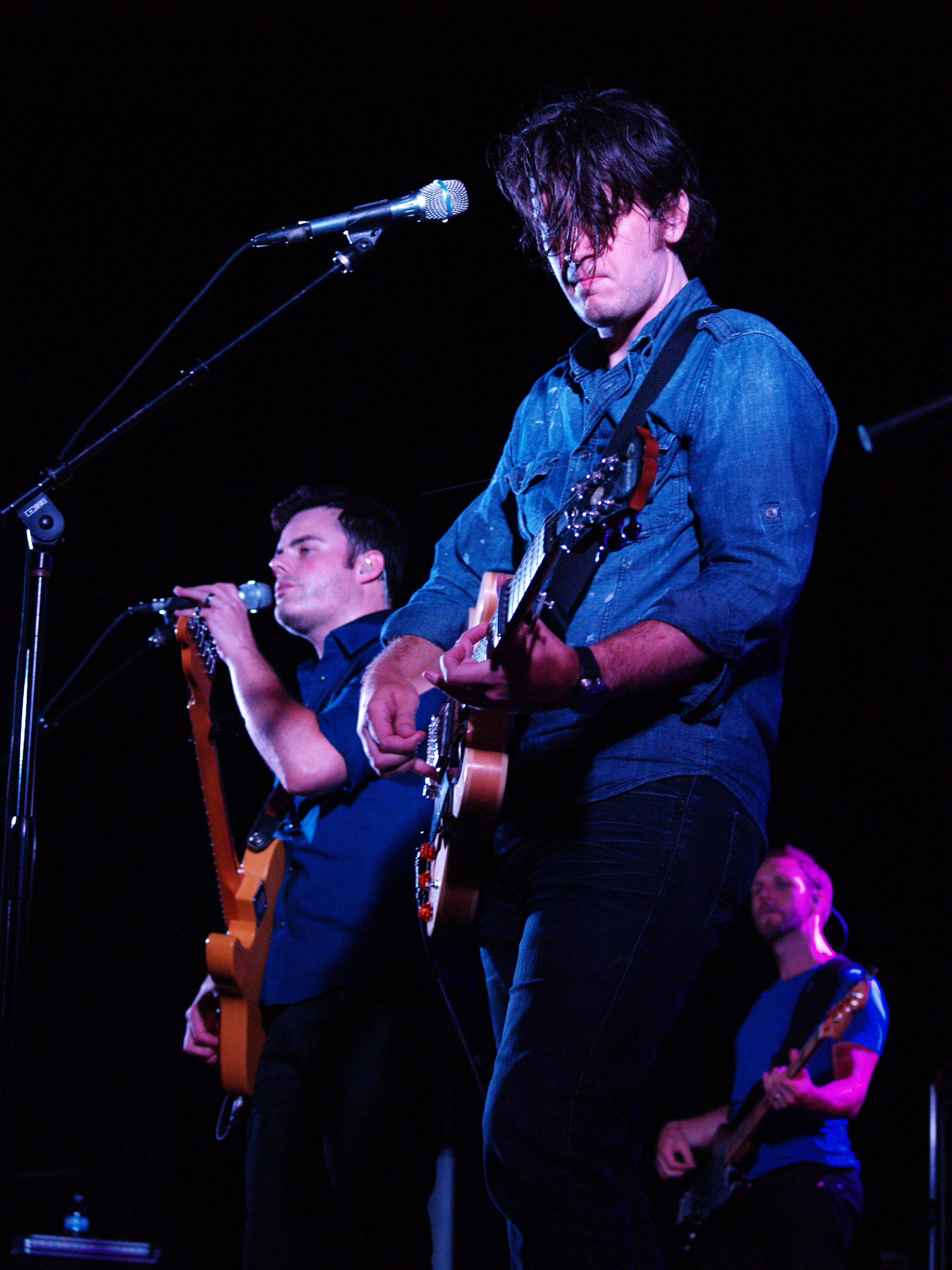
Concert de Downhere en 2011 (de gauche à droite : Marc Martel, Jason Germain et Glenn Lavender).

Downhere est un groupe canadien de rock chrétien. Il a sorti six albums avant d'être mis en pause en 2012.

## Histoire
Il a été formé en 1999 par Marc Martel, Jason Germain et Glenn Lavender, étudiants du Briercrest College and Seminary à Caronport, en Saskatchewan ,.

## Discographie
- Downhere (2001)
- So Much For Substitutes (2003)
- Wide-Eyed And Mystified (2006)
- Ending Is Beginning (2008)
- How Many Kings: Songs for Christmas (2009)
- On the Altar of Love (2011)

## Prix et nominations
GMA Canada Covenant Awards
- Album rock de l'année 2002 : « Downhere »
- Chanson rock de l'année 2002 : « Larger Than Life »
- Album rock moderne/alternatif de l'année 2003 : « So Much For Substitutes »
- Chanson rock moderne/alternative de l'année 2003 : « What It's Like »
- Album rock de l'année 2006 : « Wide-Eyed and Mystified »
- Chanson enregistrée de l'année 2006 : « A Better Way »[3]

GMA Dove Awards
- Nommé en 2002, Nouvel artiste de l'année
- Chanson enregistrée de rock moderne de l'année 2004 : « Breaking Me Down »
- Nommé en 2004, Album rock/contemporain de l'année : « So Much For Substitutes »